# フジグラン今治
フジグラン今治（フジグランいまばり）は愛媛県今治市に所在する、フジが展開するショッピングセンター。

## 概要
東洋紡績工場跡地に建設された商業施設で、今治港の鳥生地区に接している。1997年6月25日にオープンした。
当初、フジが1995年9月1日に四国通産局に大規模小売店舗法三条に基づき、申請した出店計画では店舗面積は21,070㎡でフジではフジグラン高陽（18,755㎡）をしのぐ、中四国最大の店舗となる見通しであった。しかし、当時今治市内では今治サティやワールドプラザなど大型店の出店申請が相次いでおり、周辺小売業に与える影響が大きい事などから、1996年8月に行われた大規模小売店舗審議会の四国審議部会における審議の結果、37.2％削減の13,000㎡で結審した。
多機能型店舗「グラン」としては11店目（5店目）に開設された店舗で、開店時には飲食や医療など58社62店がテナントとして出店。商圏としては越智郡陸地部や周桑郡を含む15キロ圏域を想定し、年商90億円が見込まれていた。
1999年には南側駐車場の敷地に鉄骨3階建て（延べ床面積約4,000㎡）の施設を増築し、同年12月3日に竣工した。増築部分の1階は駐車場で、2階にはシネマコンプレックスがオープンした。スーパーへの映画館併設は愛媛県内初であった。
2006年12月にフジとフジグラン今治の土地の一部を所有する四国タオル工業組合（現：今治タオル工業組合）が不動産証券化の仕組みを活用し、フジグラン今治の土地・建物を海外の不動産投資ファンドのマッコリー・グローバル・プロパティー・アドバイザーズに約34億円で売却した。現在は施設所有者は音楽制作会社B ZONEグループの株式会社アトラストとなっている。
2025年6月には、2026年1月末頃にフジグラン今治が閉店予定である事が明らかになった。フジは閉店の理由として、土地・建物の契約満了に加え、今治地区の事業戦略の最適化を図るためと説明している。

## 建物
北東から南西方向に建物が伸びている。北東方向（下水浄化センター側）の1階部分には食品コーナー等で構成され、2階はゲームセンターやフードコート、飲食店等で構成されている。南西方向（城東小学校側）には1階に衣料品コーナーがあり、2階には玩具やスポーツ用品コーナー等で構成されている。駐車場は建物接して両側に設けられ北西方向（パチンコ店側）には7階建ての立体駐車場が、建物反対側の南東方向（テクスポート今治側）には平面駐車場が設けられている。また南東側には道を挟み平面駐車場が設置されている。南東方向で建物に接する駐車場の一部は駐車場の上に映画館が増築されており、映画館は建物北東側の2階にあるゲームセンターとつながっている。

## 沿革
- 1997年6月25日 - 「フジグラン今治」オープン。
- 1999年12月4日 - 店内を一部増築し、増築部分にシネマサンシャインがオープン。
- 2013年
  - 9月30日 - シネマサンシャイン今治閉館。
  - 11月30日、シネマサンシャイン跡地にユナイテッド・シネマフジグラン今治がオープン[7]。

## 主なテナント

### 1階
- メガネの田中
- メディコ21
- 宝くじチャンスセンター
- ジュエリービュー
- シューズカンパニー
- ハニーズ
- ザクロックハウス

### 2階
- フードコート
- どんと
- ナムコランド
- ナムコボーリング（ボウリング場）
- ザ・ダイソー
- 宮脇書店
- ユナイテッド・シネマ フジグラン今治
- スペース田中
- ふとんのこもだ
- ナマステ食堂

## ユナイテッド・シネマ フジグラン今治
ユナイテッド・シネマ フジグラン今治（United Cinemas Fuji GRAND IMABARI）は、フジグラン今治2階に所在し、ローソン・ユナイテッドシネマ株式会社が運営するシネマコンプレックス（映画館）。
1999年12月4日に佐々木興業運営によりオープンした「シネマサンシャイン今治」が前身である。当時は「今治グランド劇場」が今治市内唯一の映画館施設だったため、シネマサンシャイン開館までは主に松山市まで話題作の多くを鑑賞しなければならない状況であった。
オープン3年後の2002年には年間観客動員数が23万人を超える等順調だったが、映画のデジタル化が進んだ2012年頃には11万8千人に落ち込んだ。そして2013年5月にシネマサンシャインは今治からの撤退を発表し、同年9月30日で営業を終了。同年11月30日、ユナイテッド・シネマ フジグラン今治として新装再開館。全スクリーンを完全にデジタル化した。ユナイテッド・シネマとしては四国地方初出店であり、初めて総座席数が1000席未満かつスクリーン数も最少である。
なお、今治市内には2016年6月25日にイオンシネマ今治新都市がオープンし、シネコンが2サイトに増えている。
| No.1 | 97  | 2.5×5.7  |       |
| No.2 | 129 | 3.8×8.6  |       |
| No.3 | 107 | 3.5×6.3  | RealD |
| No.4 | 181 | 4.9×10.0 | RealD |
| No.5 | 250 | 4.8×10.0 |       |
| No.6 | 145 | 4.5×8.9  |       |

## 周辺
- 旧今治市立城東小学校
- テクスポート今治
- 旧今治コンピュータカレッジ
- 今治市下水道処理センター
- 四電工今治営業所
- 天保山トラックターミナル
- せとうちバス今治営業所

## 交通アクセス
- 瀬戸内運輸 今治駅から路線バスでフジグラン前まで約30分